# 肥後細川庭園
肥後細川庭園（ひごほそかわていえん）は、東京都文京区目白台にある文京区立の公園。改修工事に伴い新名称を公募し、2017年3月18日、「新江戸川公園」から改称された。

## 歴史
当地一帯は江戸時代中頃まで幕臣の邸宅があったところであった。その後、幾度かの所有者の変遷を経て、幕末に細川家の下屋敷のひとつとなり、明治時代には細川家の本邸となった。1960年に東京都が当地を購入し、翌年には公園として開園。1975年、文京区に移管されて現在にいたる。当地付近は目白台からの湧水が豊富な地点で、その湧水を生かした回遊式泉水庭園を主体とした公園となっており、江戸時代の大名屋敷の回遊式泉水庭園の雰囲気を現在でも楽しむことが出来る。

## ギャラリー

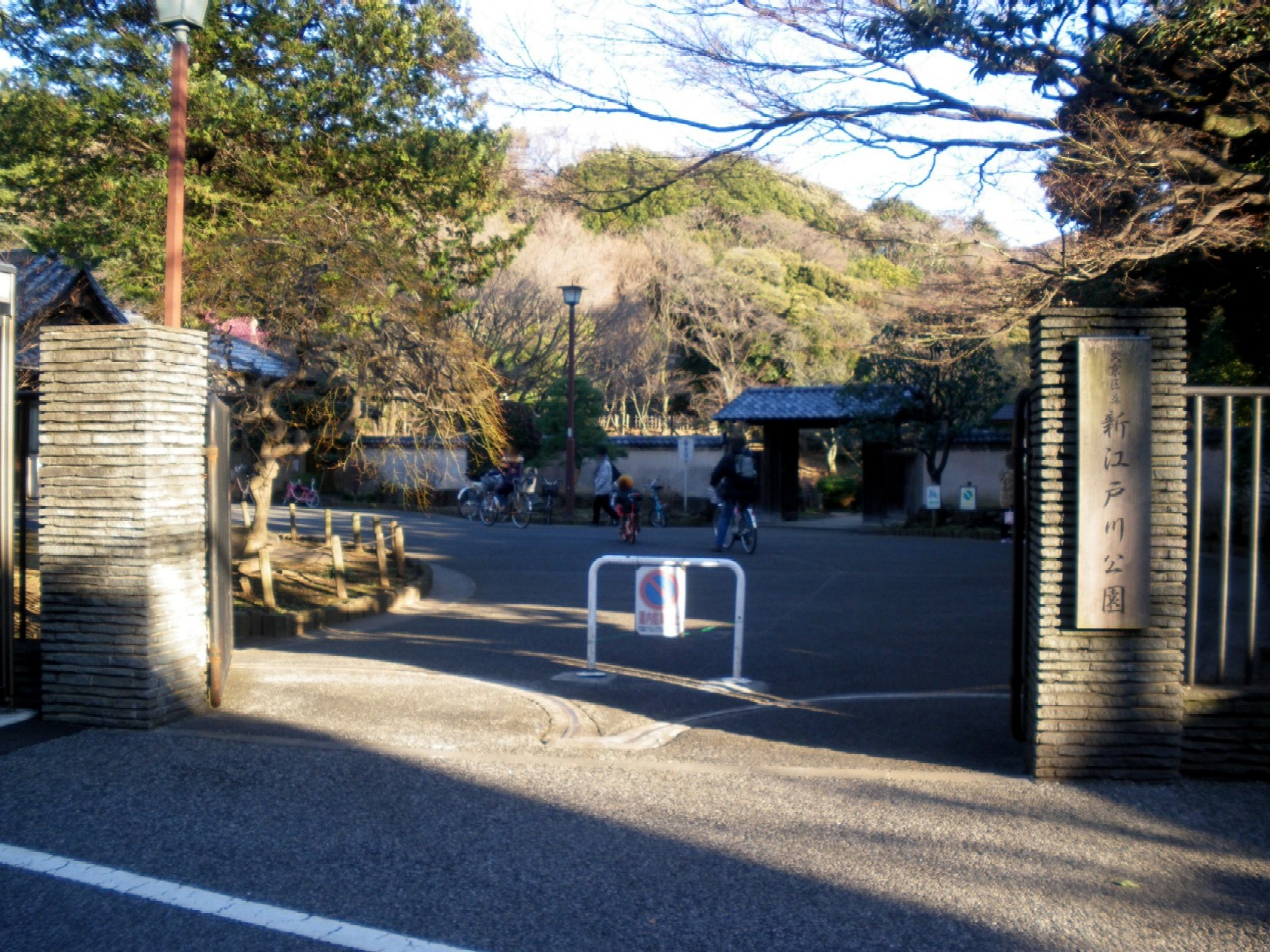
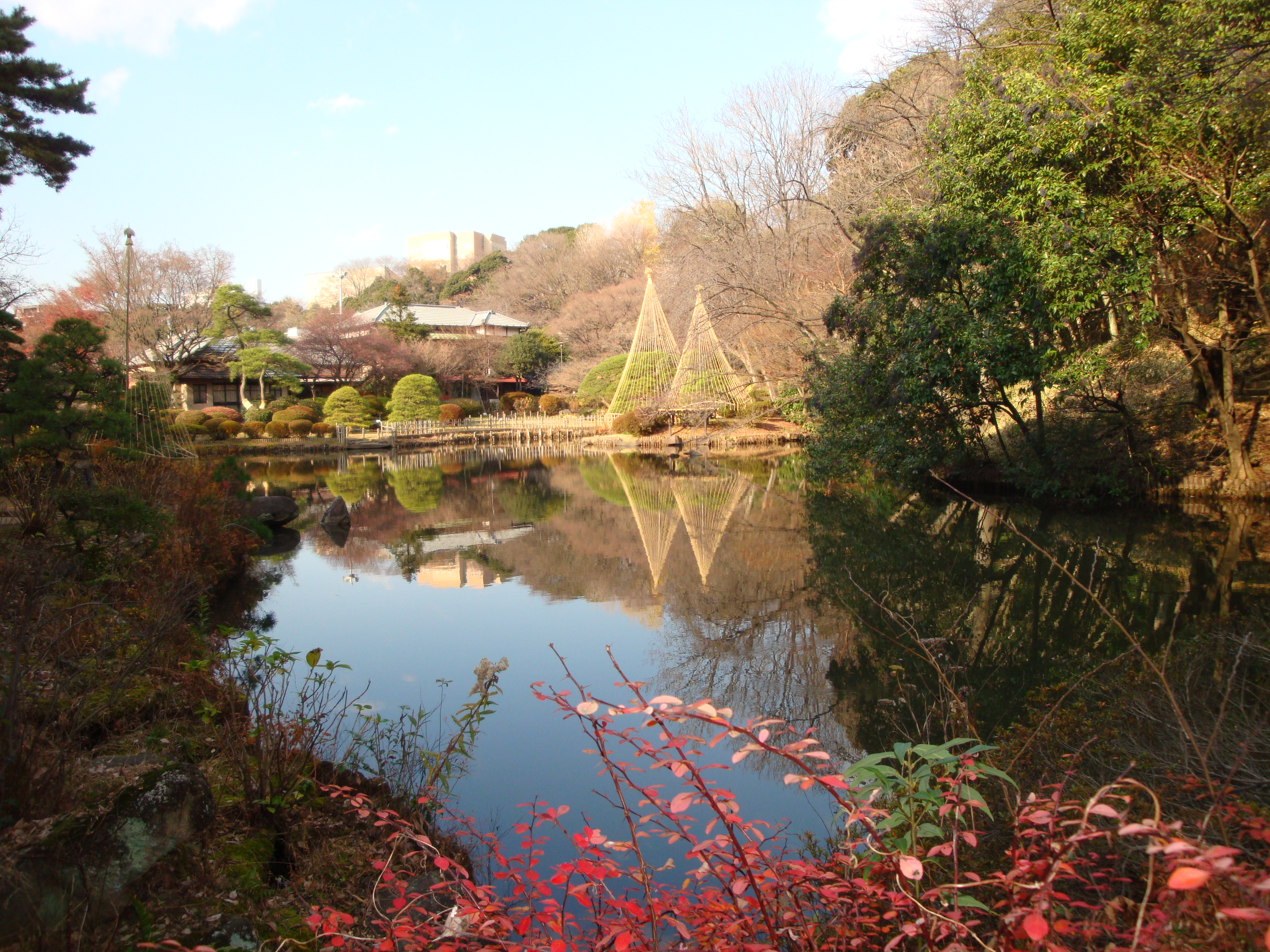
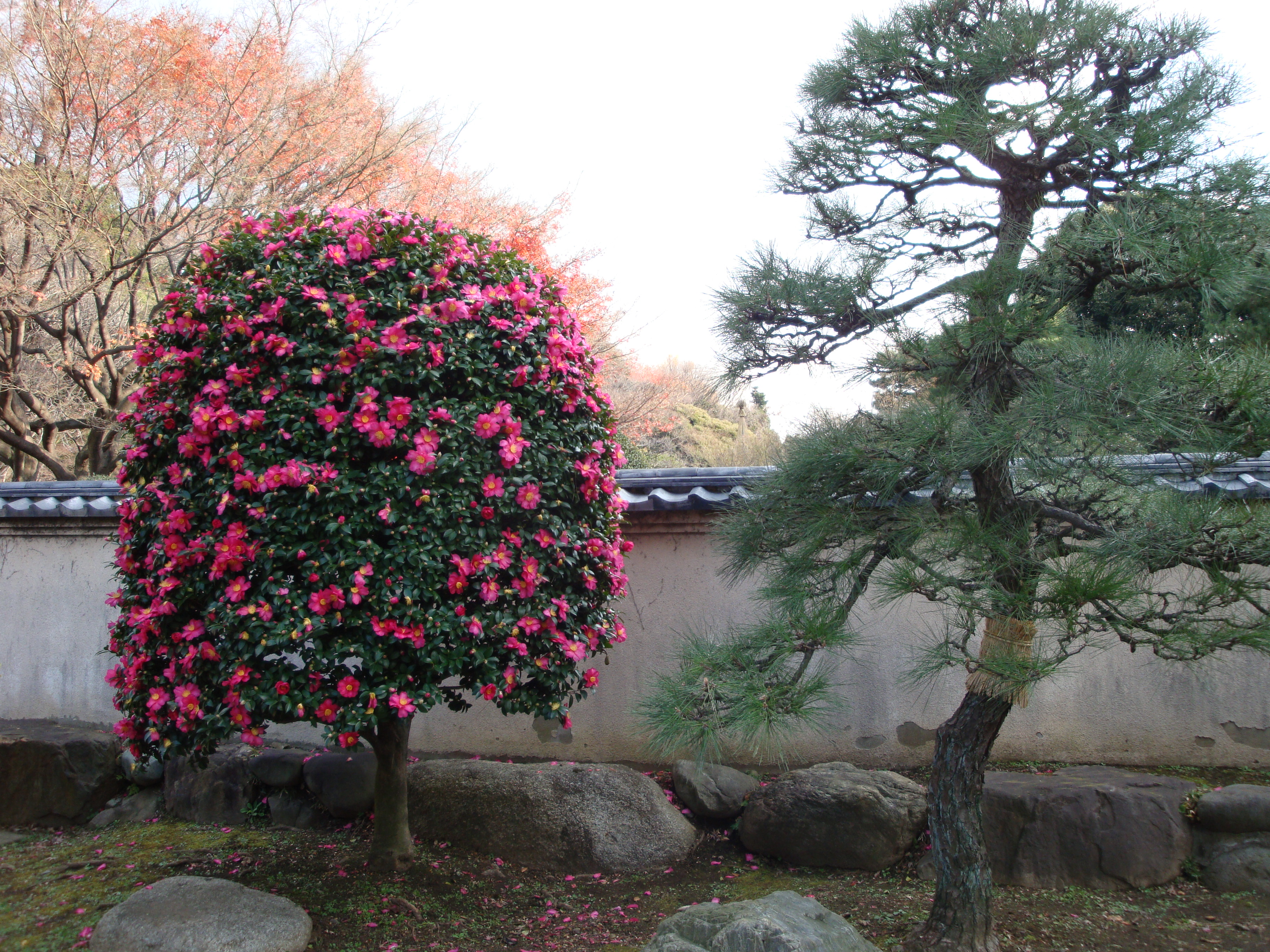
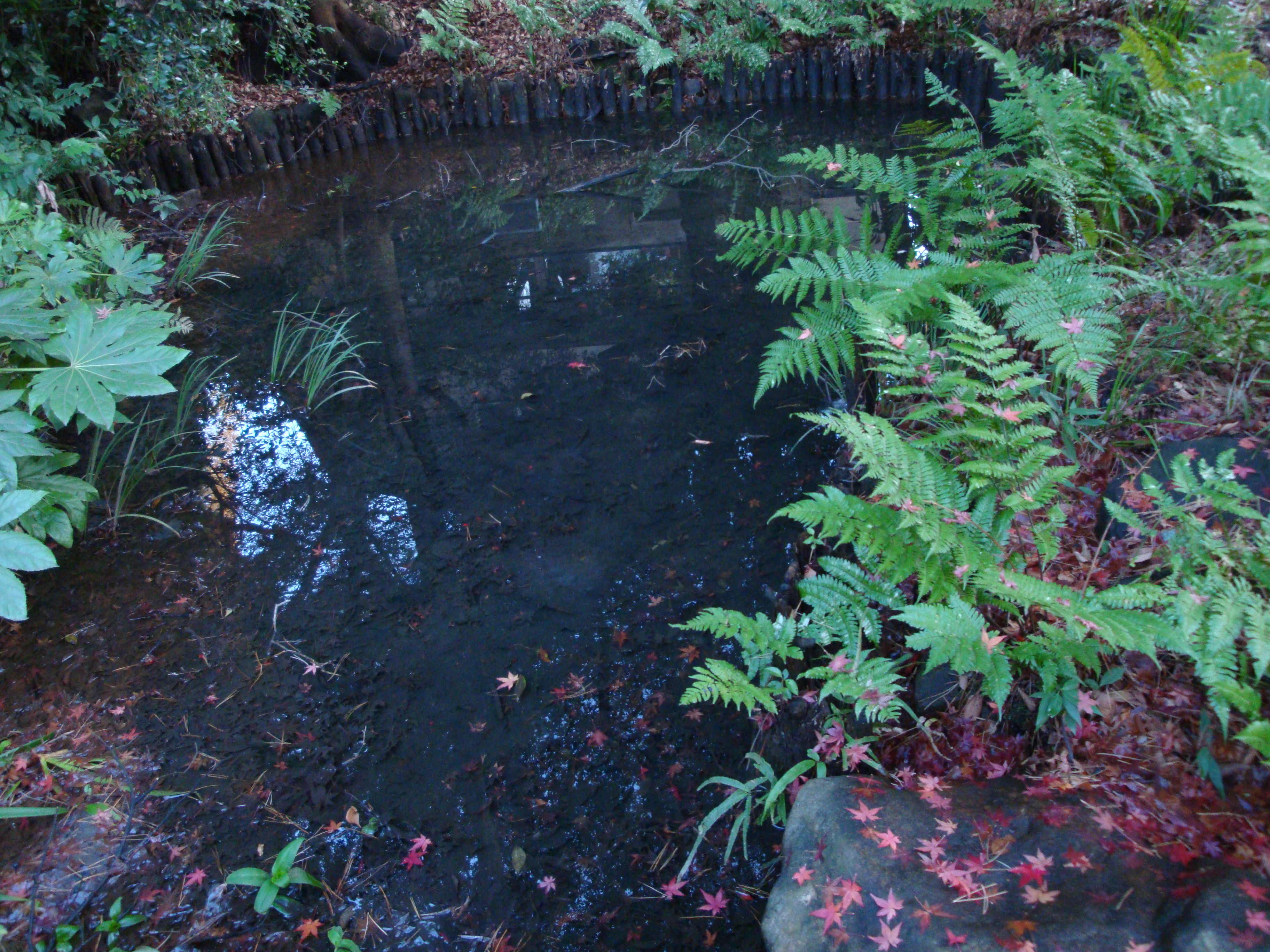
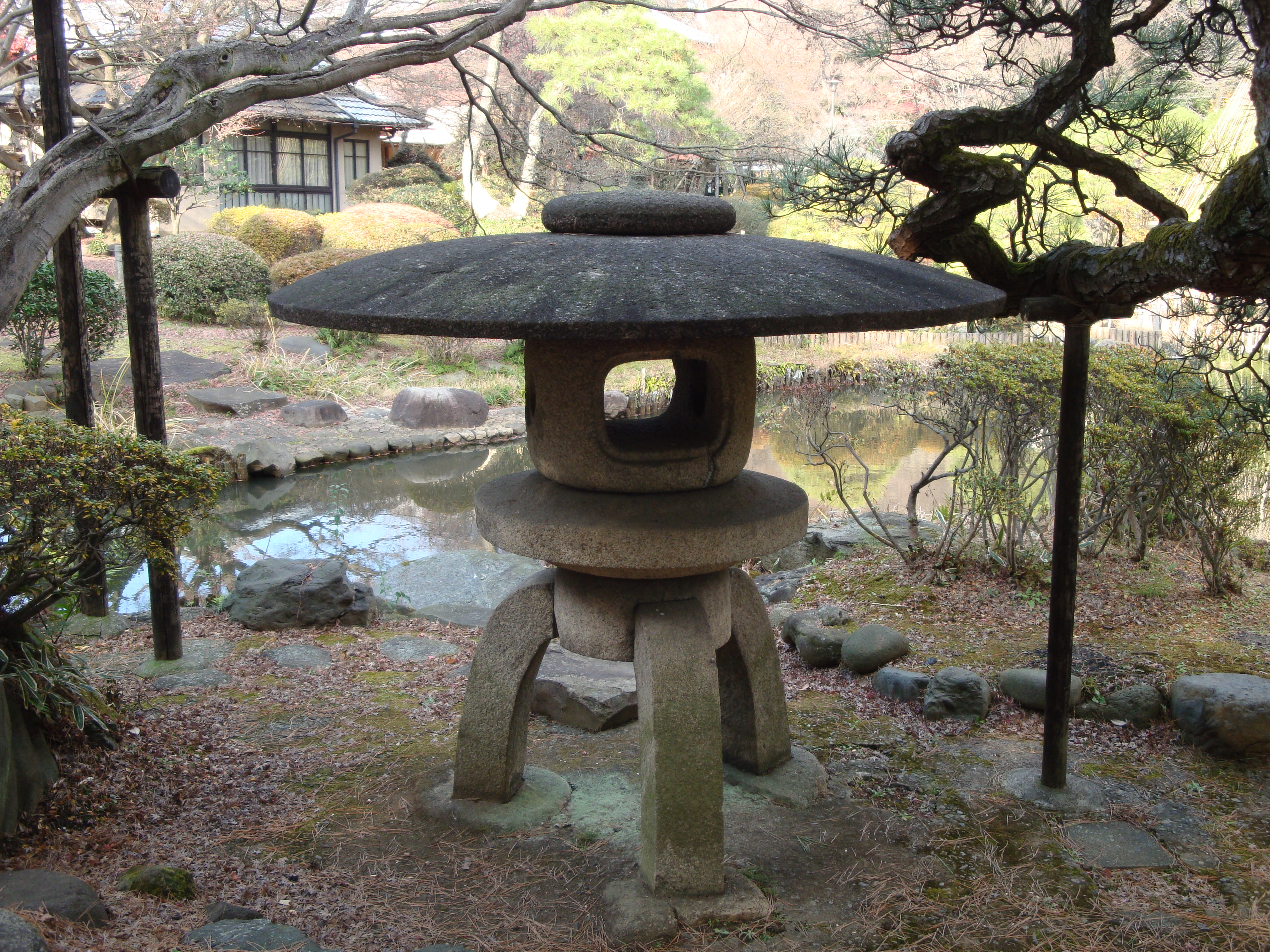
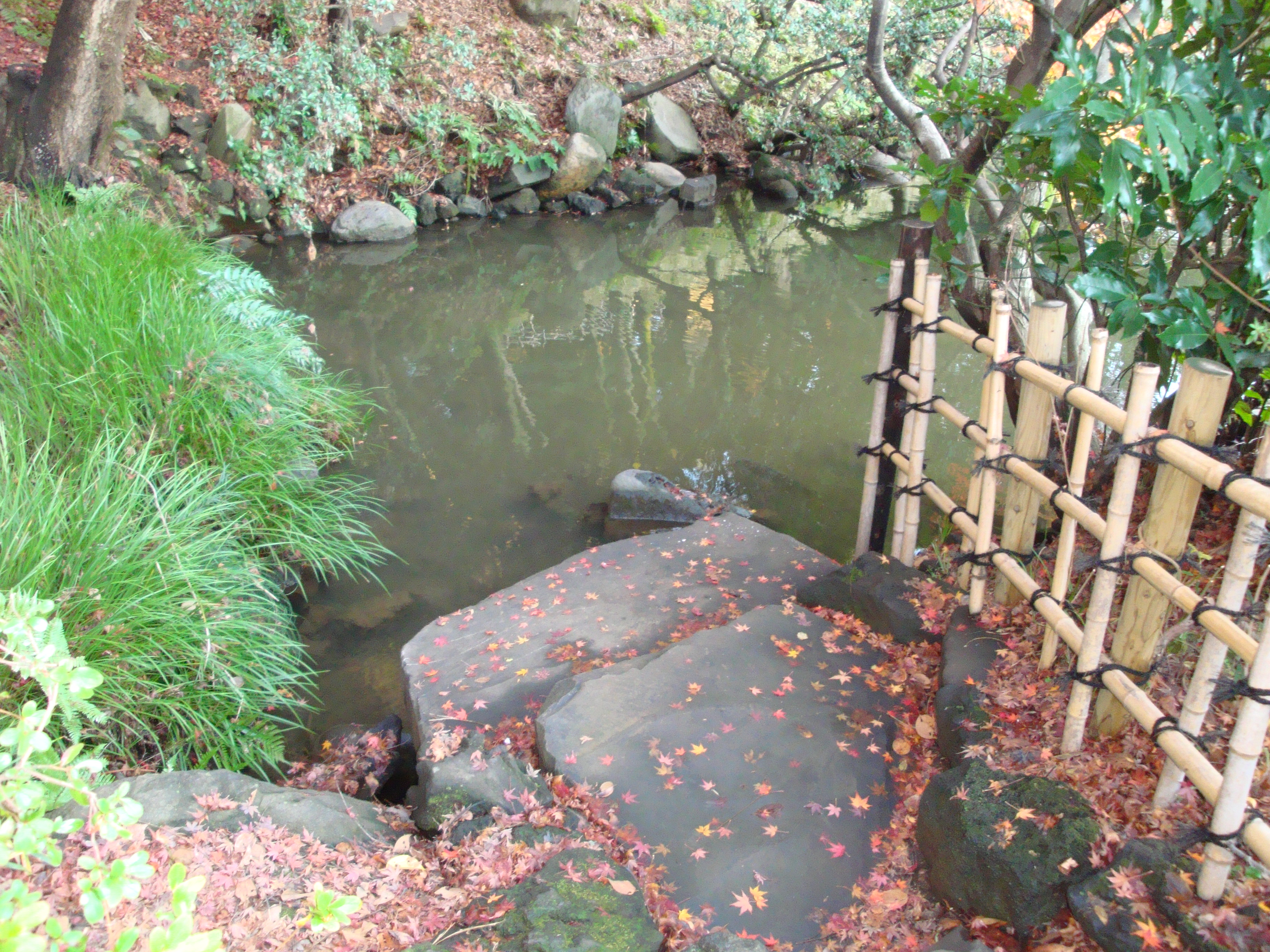

## 主な施設
- 回遊式泉水庭園
- 松聲閣（松声閣、しょうせいかく）
明治時代に細川家下屋敷跡に学問所として建設され、大正時代に改修された木造2階建（延べ床面積約500平方メートル）の建物[3]。1959年に公園となって集会施設として活用されていたが、老朽化が進んだため、文京区が修復と耐震補強工事を行い2016年1月に完了した[3]。

## 近隣施設
- 椿山荘
- 関口芭蕉庵
- 永青文庫
- 和敬塾
- 蕉雨園（旧田中光顕伯爵邸）
- 講談社野間記念館
- 文京区立江戸川公園

## アクセスなど
- 東京メトロ有楽町線江戸川橋駅から徒歩15分、都電荒川線早稲田停留場から徒歩7分。
- 開園時間:午前9時から午後5時まで（11月から1月は午前9時から午後4時30分まで）
- 駐車場:なし
- 料金:入園無料。